# Shoshanah Seumanutafa
Pas d'image ? Cliquez ici

a Compétitions nationales et continentales officielles uniquement.

b Matchs officiels uniquement.
Dernière mise à jour le 26 juillet 2025.
Shoshanah Seumanutafa, née le 17 septembre 1999 à White Rock (Canada), est une joueuse internationale canadienne de rugby à XV, évoluant au poste de centre. Elle joue en Nouvelle-Zélande, aux Chiefs Manawa.

## Biographie
Shoshanah Seumanutafa naît le 17 septembre 1999, à White Rock, en Colombie-Britannique, dans une famille d'ascendance samoane et amatrice de rugby à XV, son père Pose Seumanutafa est notamment entraineur-adjoint de l'équipe féminine de la Trinity Western University et du Bayside RFC. Cependant elle pratique le football jusqu'en terminale. Elle ne débute le rugby à XV qu'en classe de seconde et finit par abandonner le football. Elle fait ses études à l'Université de la Colombie-Britannique où elle défend les couleurs des Thunderbirds de l'UCB. Là-bas, elle remporte notamment le premier titre de l'histoire de l'équipe.
À l'automne 2023, elle est convoquée avec l'équipe du Canada pour participer au WXV en Nouvelle-Zélande. Elle rejoint ensuite les Chiefs Manawa pour le Super Rugby Aupiki 2024 : elle s'entraine avec l'équipe mais ne dispute aucune rencontre. Toujours en 2024, en avril, elle est appelée en équipe nationale pour la Pacific Four Series, que son équipe remporte. Elle est notamment titulaire face aux États-Unis et la Nouvelle-Zélande,. Elle est également convoquée avec l'équipe canadienne développement qui effectue une tournée contre l'Espagne au mois de juin.

## Palmarès

### En universitaire
- Vainqueur du Championnat de l'Ouest canadien en 2019, 2021 et 2022[4].

### En équipe nationale
- Vainqueur de la Pacific Four Series en 2024.